# Broué
Broué é uma comuna francesa na região administrativa do Centro, no departamento de Eure-et-Loir. Estende-se por uma área de 12,03 km². Em 2010 a comuna tinha 906 habitantes (densidade: 75,3 hab./km²).